# Premio Gobert
Il Premio Gobert (in francese Prix Gobert, denominato fino al 2017 1er prix Gobert) è un premio annuale conferito dall'Académie des inscriptions et belles-lettres. Istituito nel 1840, dal 1990 è unico, mentre in precedenza venivano assegnati due premi e un'opera poteva essere ripresentata da un anno all'altro.
Fu istituito per lascito testamentario del barone Napoléon Gobert (1807-1833) e ha lo scopo di premiare l'autore del «lavoro più erudito o approfondito sulla storia della Francia o sulle discipline che vi si correlano».

## Vincitori

### Dal 1850 al 1959
- 1850: Auguste Jal (Glossaire nautique).
- 1866: Gaston Paris (Histoire poétique de Charlemagne).
- 1872: Gaston Paris (Vie de saint Alexis).
- 1878: Auguste Longnon (Géographie de la Gaule au VIe siècle).
- 1889: Noël Valois (Inventaire des arrêts du Conseil d'État (règne de Henri IV)).
- 1901[2]:
  - Charles de La Roncière (Histoire de la marine française).
  - Prosper Boissonnade (1862-1935) (Essai sur l'organisation du travail en Poitou depuis le XIe siècle jusqu'à la Révolution).
- 1902[3]:
  - Paul Guilhiermoz (1860-1922) (Essai sur l'origine de la noblesse en France au moyen âge).
  - René Poupardin (Le Royaume de Provence sous les Carolingiens, 855-933).
- 1903[4]: 
  - Gustave Dupont-Ferrier (Les Officiers royaux de bailliages et sénéchaussées en France à la fin du Moyen Âge).
  - Eugène Déprez (Les préliminaires de la guerre de Cent ans).
- 1904[5]: 
  - Ferdinand Lot (Études sur le règne d'Hugues Capet).
  - Alfred Richard (1839-1914) (Histoire des comtes de Poitou, 778-1204).
- 1905[6]: 
  - Joseph Delaville Le Roulx (Cartulaire de l'ordre des Hospitaliers de Saint-Jean de Jérusalem (1100-1310)).
  - Alfred Richard (1839-1914) (Histoire des comtes de Poitou).
- 1906[7]: 
  - Ernest Petit (Histoire des ducs de Bourgogne de la race Capétienne).
  - Alfred Richard (1839-1914) (Histoire des comtes de Poitou).
- 1907[8]:
  - Charles Bémont (Rôles gascons, Tomes II et III).
  - Louis Halphen (Le comté d'Anjou au XIe siècle).
- 1908[9]:
  - Ferdinand Chalandon (Histoire de la domination normande en Italie et en Sicile).
  - Charles Samaran (La maison d'Armagnac au xve siècle et les dernières luttes de la féodalité dans le Midi de la France).
- 1909[10]: 
  - Roland Delachenal (Histoire de Charles V, tomes 1 et 2).
  - Louis Caillet (Rapports de la commune de Lyon avec Charles VII et Louis XI).
- 1910[11]: 
  - Émile Mâle (L'Art religieux de la fin du Moyen Âge en France et L'Art religieux du XIIIe siècle en France).
  - Robert André-Michel (1884-1914) (L'administration royale dans la sénéchaussée de Beaucaire au temps de saint Louis).
- 1911[12]:
  - Charles de La Roncière (Histoire de la marine française).
  - Georges Lizerand (1877-1957) (Clément V et Philippe le Bel).
- 1912[13]: 
  - Ferdinand Brunot (Histoire de la langue française, des origines à 1900).
  - Pierre de Vaissière (Récits du temps des troubles (XVIe siècle). De quelques assassins).
- 1913[14]: 
  - Jean-Auguste Brutails (Les Vieilles Églises de la Gironde).
  - Augustin Fliche (Le Règne de Philippe Ier, roi de France (1060–1108)).
- 1914[15]: 
  - Lucien Romier (Les origines politiques des guerres de religion).
  - Émile Espérandieu (Recueil général des bas-reliefs, statues et bustes de la Gaule romaine).
- 1915[16]: 
  - Édouard Maugis (1858-1925) (Histoire du Parlement de Paris).
  - Émile Espérandieu (Recueil général des bas-reliefs de la Gaule romaine).
- 1916[17]: 
  - Roland Delachenal (Histoire de Charles V, tome III).
  - Auguste Dussert (1872-1958) (Les États du Dauphiné aux XIVe et XVe siècles).
- 1917[18]: 
  - Roland Delachenal (Histoire de Charles V, tome III).
  - Augustin Renaudet (Préréforme et humanisme à Paris pendant les premières guerres d'Italie (1494–1517)).
- 1918[19]: 
  - Jules Viard (Les journaux du trésor de Charles IV).
  - Le Barrois d'Orgeval (Le Tribunal de la connétablie de France, du XIVe siècle à 1790).
- 1919: Ferdinand Lot (Étude sur le Lancelot en prose)[20].
- 1921[21]: 
  - Henri Stein (Charles de France, frère de Louis XI).
  - Léon-Honoré Labande (Avignon au XVe siècle).
- 1923[22]: 
  - Lucien Romier (Le Royaume de Catherine de Médicis).
  - Jean Régné (1883-1954) (Histoire du Vivarais).
- 1924: Charles Hirschauer (1888-1929) (Les États d'Artois depuis leurs origines à l'occupation française, 1340-1640)[23].
- 1931: Gustave Dupont-Ferrier (Études sur les institutions financières de la France à la fin du Moyen Âge).
- 1933: Émile-Guillaume Léonard (Histoire de Jeanne Ière, reine de Naples, comtesse de Provence)
- 1939[24]: 
  - Étienne Delcambre (Les États du Velay des origines à 1642).
  - Jacques Boussard (1910-1980) (Le Comté d'Anjou sous Henri Plantegenêt et ses fils, 1151-1204).
- 1940[25]:
  - Émile Lesne (1870-1940) (Histoire de la propriété ecclésiastique en France. Les écoles de la fin du VIIIe siècle à la fin du XIIe).
  - R. Marquant (La Vie économique à Lille sous Philippe le Bon).
- 1941[26]:
  - Émile Lesne (1870-1940) (Histoire de la propriété ecclésiastique en France. Les écoles de la fin du VIIIe siècle à la fin du XIIe).
  - René Gandilhon (1907-1990) (Politique économique de Louis XI).
- 1942[27]:
  - Émile Coornaert (Les corporations en France avant 1789).
  - André Déléage (La vie rurale en Bourgogne jusqu'au début du XIe siècle).
  - Chanoine Edouard Fournier (1873-1954) (L'origine du vicaire général et des autres membres de la curie diocésienne).
- 1943[28]: 
  - Georges Espinas (Les origines du droit d'association).
  - Chanoine Edouard Fournier (1873-1954) (Nouvelles recherches sur les curies, chapitres et universités de l'ancienne Église de France).
- 1944[29]:
  - Georges Espinas (Les origines du droit d'association).
  - Émile Lousse (1905-1986) (La Société d'ancien régime).
- 1945[30]:
  - Roger Grand (Les “Paix” d'Aurillac. Étude et documents sur l'histoire des institutions municipales d'une ville à consulat (XIIe-XVe siècle)).
  - Henry de Surirey de Saint-Remy (Jean II de Bourbon, duc de Bourbonnais et d'Auvergne, 1426-1488).
- 1946[31]: 
  - Jean-Berthold Mahn (L'Ordre cistercien et son gouvernement).
  - Jean-François Lemarignier (Recherches sur l'hommage en marche et les frontières féodales).
- 1947[32]: 
  - Georges Espinas (Les origines du capitalisme).
  - Michel François (François de Tournon, Correspondance, 1521-1562).
- 1948[33]: 
  - René Louis (De l’histoire à la légende, Girart comte de Vienne (819-877)).
  - Robert Boutruche (La crise d'une société. Seigneurs et paysans du Bordelais pendant la guerre de Cent ans).
- 1949[34]: 
  - Alain de Boüard (Manuel de diplomatique française et pontificale. Tome II, L'Acte privé).
  - Jan Dhondt (Etudes sur la naissance des principautés territoriales en France, IXe-Xe siècles).
- 1950[35]: 
  - Jean Longnon (L’Empire Latin de Constantinople et la Principauté de Morée).
  - Jan Dhondt (Etudes sur la naissance des principautés territoriales en France, IXe-Xe siècles).
- 1951[36]: 
  - Jean Schneider (La Ville de Metz aux XIIIe et XIVe siècles).
  - Georges Lesage (1918-1948) (Marseille angevine. Recherches sur son évolution administrative, économique et urbaine, de la victoire de Charles d'Anjou à l'arrivée de Jeanne 1ère (1264-1348)).
- 1952[37]: 
  - Michel François (Le cardinal François de Tournon).
  - Françoise Lehoux (1902-1991) (Le bourg Saint-Germain-des-Prés, depuis ses origines jusqu'à la fin de la Guerre de Cent ans).
- 1953[38]: 
  - Michel Mollat du Jourdin (Commerce maritime normand à la fin du moyen âge, étude d'histoire économique et sociale).
  - Édouard Baratier et Félix Reynaud (Histoire du commerce de Marseille, tome 2, de 1291 à 1480).
- 1954[39]: 
  - Georges Duby (La Société aux XIe et XIIe siècles dans la région mâconnaise).
  - Germain Sicard (1928-2016) (Aux Origines des sociétés anonymes. Les moulins de Toulouse au moyen âge).
- 1955[40]: 
  - Philippe Wolff (Commerce et marchands de Toulouse, v. 1350-v. 1450).
  - Marcel David (1920-2011) (La souveraineté et les limites juridiques du pouvoir monarchique du IX au XV siècle).
- 1956[41]: 
  - Marcel David (1920-2011) (La souveraineté et les limites juridiques du pouvoir monarchique du IX au XV siècle et Contribution à l'étude des limites des souverainetés).
  - Pierre Duparc (Le comté de Genève, (IXe-XVe siècles)).
- 1957[42]: 
  - Jacques Boussard (1910-1980) (Le gouvernement d'Henri II Plantegenêt).
  - Pierre Duparc (Le comté de Genève, (IXe-XVe siècles)).
- 1958[43]: 
  - Jacques Boussard (1910-1980) (Le gouvernement d'Henri II Plantegenêt).
  - Marcel Pacaut (Louis VII et les élections épiscopales dans le royaume de France).
- 1959[44]: 
  - Raymond Cazelles (La société politique et la crise de la royauté sous Philippe de Valois).
  - Joseph Girard (Les Baroncelli à Avignon).

### Dal 1960 al 2021
- 1960[45]: 
  - Aliette de Maillé (Recherches sur les origines chrétiennes de Bordeaux).
  - Mireille Castaing-Sicard (Les Contrats dans le très ancien droit toulousain).
- 1961[46]: 
  - Aliette de Maillé (Recherches sur les origines chrétiennes de Bordeaux).
  - Marguerite Gonon (Les institutions et la société en Forez au XIVe siècle d'après les testaments).
- 1962[47]: 
  - Paul-Marie Duval (Paris antique des origines au milieu du IIIe siècle et Les inscriptions antiques de Paris).
  - Édouard Baratier (La démographie provençale du XIIIe au XVIe siècle).
- 1963[48]: 
  - Georges Duby (L'Économie rurale et la vie des campagnes dans l'Occident médiéval).
  - Pierre Riché (Éducation et culture dans l'Occident barbare : VIe et VIIIe siècles).
- 1964[49]: 
  - Bernard Guenée (Tribunaux et gens de justice dans le bailliage de Senlis à la fin du Moyen Âge (vers 1380-vers 1550)).
  - Bernard Guillemain (La cour pontificale d’Avignon 1309-1376).
  - Jean Favier (Un conseiller de Philippe le Bel, Enguerran de Marigny).
- 1965[50]: 
  - René Fédou (1920-2001) (Les Hommes de loi lyonnais à la fin du Moyen-âge).
  - Guy Fourquin (1923-1988) (Les Campagnes de la région parisienne à la fin du Moyen âge).
  - Jean Favier (Un conseiller de Philippe le Bel, Enguerran de Marigny).
- 1966[51]: 
  - Maurice Rey (1906-1996) (Les finances royales sous Charles VI, les causes du déficit, 1388-1413 et Le Domaine du Roi et les finances extraordinaires sous Charles VI).
  - Jean Marx (1884-1972) (Nouvelles recherches sur la littérature arthurienne).
- 1967[52]:
  - Françoise Lehoux (1902-1991) (Jean de France, duc de Berri, sa vie, son action politique (1340-1416)).
  - Jean Yver (1901-1988) (Egalité entre héritiers et exclusion des enfants dotés, essai de géographie coutumière).
- 1968[53]:
  - Jean Favier (Les Finances pontificales à l'époque du Grand Schisme d'Occident, 1378-1409).
  - Anne Terroine (1909-1976) et Robert Fossier (Chartes et documents de l'abbaye de Saint-Magloire).
- 1969[54]: 
  - Jacques Bernard (1917-2010) (Navires et gens de mer à Bordeaux).
  - Yves Dossat (Saisimentum comitatus Tholosani).
- 1970[55]: 
  - Robert Fossier (La Terre et les hommes en Picardie jusqu’à la fin du XIIIe siècle).
  - Yves Dossat (Saisimentum comitatus Tholosani).
- 1971[56]: 
  - Jean-François Lemarignier (La France médiévale, institutions et société).
- 1972[57]: 
  - Jean Doignon (1922-1997) (Hilaire de Poitiers avant l'exil).
  - Françoise Dumas-Dubourg (1932-....) (Le Trésor de Fécamp et le monnayage en Francie occidentale pendant la seconde moitié du Xe siècle).
- 1973[58]: 
  - Philippe Contamine (Guerre, État et société à la fin du Moyen Âge : études sur les armées des rois de France, 1337-1494).
  - Olivier Guillot (Le comte d'Anjou et son entourage au XIe siècle).
- 1974[59]: 
  - André Chédeville (Chartres et ses campagnes (XIe-XIIIes)).
  - Gabriel Fournier (Châteaux, villages et villes d'Auvergne au XVe siècle).
- 1975[60]: 
  - Élizabeth Magnou-Nortier (La société laïque et l'Église dans la province ecclésiastique de Narbone).
  - Gabriel Fournier (Châteaux, villages et villes d'Auvergne au XVe siècle).
- 1976[61]: 
  - Francis Rapp (Le diocèse de Strasbourg à la fin du moyen âge).
  - Éric Bournazel (Le gouvernement capétien au XIIe siècle, 1108-1180 : structures sociales et mutations institutionnelles).
- 1977[62]: 
  - Pierre Bonnassie (La Catalogne du milieu du Xe siècle à la fin du XIe siècle : croissance et mutations d'une société).
  - Jean-Pierre Poly (La Provence et la société féodale 879-1166).
- 1978[63]: 
  - Michel Bur (La formation du comté de Champagne (vers 950-vers 1150)).
  - Bernard Chevalier (1923-2019) (Tours, ville royale, 1356-1520).
- 1979[64]: 
  - Hans-Georg Pflaum (Les fastes de la province de Narbonnaise).
  - Robert Favreau (La Ville de Poitiers à la fin du Moyen-Age, Une Capitale Régionale).
- 1980[65]: 
  - Michel Rouche (L'Aquitaine des Wisigoths aux Arabes 418-781 : naissance d'une région).
  - Jean Lartigaut (Les campagnes du Quercy après la guerre de Cent ans (vers 1440 - vers 1550)).
- 1981[66]: 
  - Jean Guilaine (La France d’avant la France. Du Néolithique à l'âge du fer).
  - Léon Fleuriot (Les Origines de la Bretagne. L'émigration).
- 1982[67]: 
  - Françoise Autrand (Naissance d'un grand corps de l'État : les gens du Parlement de Paris, 1345-1454).
  - Michel Aubrun (L'ancien diocèse de Limoges des origines au milieu du XIe siècle).
- 1983[68]: 
  - Albert Rigaudière (Saint-Flour ville d'Auvergne au bas Moyen Âge. Étude d'histoire administrative et financière).
  - Michel Le Mené (Les campagnes angevines à la fin du Moyen-Age vers 1350 - vers 1530, études économique).
- 1984[69]: 
  - Jacques Krynen (Idéal du prince et pouvoir royal en France à la fin du Moyen Âge (1380-1440)).
  - Alain Saint-Denis (L'Hôtel-Dieu de Laon, 1150--1300).
- 1985[70]: 
  - Dominique Barthélemy (Les deux âges de la seigneurie banale. Pouvoir et société dans la terre des sires de Coucy (milieu du XIe - milieu du XIIIe siècle)).
  - Joseph Avril (prêtre) (Le Gouvernement des évêques et la vie religieuse dans le diocèse d'Angers, 1148-1240)
- 1986[71]: 
  - Colette Beaune (Naissance de la nation France).
  - Jacques Dalarun (L'impossible sainteté. La Vie retrouvée de Robert d'Arbrissel).
- 1987: Fabienne Cardot (L'espace et le pouvoir, étude sur l'Austrasie mérovingienne)[72].
- 1988[73]: 
  - Anne-Marie Lecoq (François 1er imaginaire. Symbolique et politique à l'aube de la Renaissance française).
  - Jean Kerhervé (État breton aux XIVe siècle et XVe siècle).
- 1989[74]: 
  - Hervé Martin (1940-) (Le métier de prédicateur en France septentrionale à la fin du Moyen Âge (1350-1520)).
  - Gérard Giordanengo (Le Droit féodal dans les pays de droit écrit).
- 1990: Christiane Deluz (Le Livre de Jehan de Mandreville).
- 1991: Jean-Michel Mehl (Les Jeux au royaume de France du XIIIe au début du siècle XVI).
- 1992: Claude Gauvard (« De grace especial »).
- 1993: Alain Girardot (Le Droit et la Terre).
- 1994: Jacques Krynen (L'Empire du roi).
- 1995: Pierrette Paravy (De la Chrétienté romaine à la réforme en Dauphiné).
- 1996: Régine Le Jan (Famille et pouvoir dans le monde franc (VIIe-Xe siècles).
- 1997: Charles Higounet et Arlette Higounet-Nadal (Grand cartulaire de la Sauve Majeure).
- 1998: Thierry Wanegffelen (Ni Rome ni Genève).
- 1999: Monique Sommé (Isabelle de Portugal, duchesse de Bourgogne).
- 2000: Nicole Bériou (L'Avènement des maîtres de la Parole).
- 2001: Daniel Le Blévec (La Part du pauvre).
- 2002: Alain Girard, Christian de Mérindol e Alain Venturini (La Maison des Chevaliers de Pont-Saint-Esprit).
- 2003: Hugues Daussy (Les Huguenots et le Roi).
- 2004: Corinne Leveleux-Teixeira (La Parole interdite).
- 2005: Françoise Hildesheimer (Richelieu).
- 2006: Patrick Demouy (Genèse d'une cathédrale).
- 2007: Jean-Patrice Boudet (Entre science et nigromance).
- 2008: Perrine Mane (Le Travail à la campagne au Moyen Âge).
- 2009: Marie Casset (Les Évêques aux champs).
- 2010: Laurent Vissière (Sans poinct sortir hors de l’ornière).
- 2011: Jean-Marie Moeglin (Deutsch-Französische Geschichte).
- 2012: Reynald Abad (La Grâce du roi).
- 2013: Alexandre Cojannot (Louis Le Vau et les nouvelles ambitions de l’architecture française, 1612-1654).
- 2014: Michel Hébert (Parlementer).
- 2015: Jean Longère (edizione dei Sermones vulgares vel ad status di Jacques de Vitry).
- 2016: Adeline Rucquoi (Mille fois à Compostelle).
- 2017: Jérôme Baschet (Corps et Ámes).
- 2018: Benoît-Michel Tock (La fondation de l’abbaye de Vaucelles di Folco di Cambrai).
- 2019: Éliane Vergnolle (Saint-Benoît-sur-Loire : l’abbatiale romane).
- 2020: Jean-Pierre Devroey (La nature et le roi. Environnement, pouvoir et société à l’âge de Charlemagne (740-820)).
- 2021: Pierre Monnet (Charles IV. Un empereur en Europe)[75]